# 2020-as salakmotor-világbajnokság
A 2020-as salakmotor-világbajnokság a Speedway Grand Prix éra 26., összességében pedig a széria 75. szezonja volt. Az idény első versenyét Lengyelországban, a Nemzeti Stadionban rendezték volna május 16-án. A szezon utolsó fordulóját szintén ugyan abban az országban a Motoarena Toruńban tartották volna meg október 3-án. A koronavírus-járvány következtében a versenynaptár jelentős mértékben megváltozott. Ennek értelmében a szezon augusztus 28-án indul el a Lengyelországban található Stadion Olimpijski helyszínén és a Rose Motoarena arénában ért véget október 3-án.
Címvédőként a lengyel Bartosz Zmarzlik érkezett, aki sikeresen megvédte a bajnoki címét, ezzel kétszeres bajnokká avanzsált.

## Versenyzők
A szezon során összesen 15 állandó versenyző vett részt a versenyeken. A résztvevők a következőképpen tevődtek össze:
- A 2019-es szezon első nyolc helyezettje automatikusan helyet kapott a mezőnyben.[5]
- Az idény előtt megrendezett Grand Prix Challenge három leggyorsabb versenyzője kvalifikálhatott a mezőnybe.[6]
- Az utolsó négy hely sorsáról a bajnokság promótere, a Benfield Sports International döntött, amely a tavalyi szezon eredménye alapján választott.[7]
- A mezőnyt továbbá szabadkártyás és helyettesítő résztvevők, valamint pályatartalékok egészítették ki.[8]

| 30                       | Leon Madsen            | automatikus  | összes |
| 46                       | Max Fricke             | kvalifikáció | összes |
| 54                       | Martin Vaculík         | automatikus  | összes |
| 55                       | Matej Žagar            | kvalifikáció | összes |
| 66                       | Fredrik Lindgren       | automatikus  | összes |
| 69                       | Jason Doyle            | automatikus  | összes |
| 71                       | Maciej Janowski        | automatikus  | összes |
| 85                       | Antonio Lindbäck       | kiválasztás  | összes |
| 88                       | Niels-Kristian Iversen | kvalifikáció | összes |
| 89                       | Emil Szajfutgyinov     | automatikus  | összes |
| 95                       | Bartosz Zmarzlik       | automatikus  | összes |
| 108                      | Tai Woffinden          | kiválasztás  | összes |
| 155                      | Mikkel Michelsen[a]    |              | összes |
| 222                      | Artyom Laguta          | kiválasztás  | összes |
| 692                      | Patryk Dudek           | automatikus  | összes |
| Szabadkártyás résztvevők |                        |              |        |
| 16                       | Gleb Csugunov[b]       |              | 1–2    |
| 16                       | Anders Thomsen[c]      |              | 3–4    |
| 16                       | Václav Milík           |              | 5–6    |
| 16                       | Jack Holder            |              | 7–8    |
| Pályatartalékok          |                        |              |        |
| 17                       | Michał Curzytek        |              | 1      |
| 17                       | Rafał Karczmarz        |              | 3–4    |
| 17                       | Eduard Krčmář          |              | 5–6    |
| 18                       | Przemysław Liszka      |              | 1      |
| 18                       | Wiktor Jasiński        |              | 3      |
| 18                       | Jan Kvěch              |              | 5      |

Megjegyzések:
- Csak azok a helyettesítők és pályatartalékok szerepelnek a listán, akik legalább egy versenyen részt vettek a szezon során.
- ↑ a:  Greg Hancock bejelentette visszavonulását februárban, így ennek értelmében eredetileg Martin Simolinski vette volna át a helyét,[9] azonban a német versenyző sérülése következtében Mikkel Michelsen teljesítette a szezont.[10]
- ↑ b:  Gleb Csugunov orosz versenyző, de lengyel licencel versenyzett.[11]
- ↑ c:  Anders Thomsen eredetileg helyettesítőként volt besorolva, azonban az Edward Jancarz Stadiumban megrendezett versenyeken szabadkártyásként indult.[12]

## Versenynaptár
| Forduló           | Dátum          | Helyszín                  |
| ----------------- | -------------- | ------------------------- |
| 1                 | augusztus 28.  | Stadion Olimpijski        |
| 2                 | augusztus 29.  | Stadion Olimpijski        |
| 3                 | szeptember 11. | Edward Jancarz Stadium    |
| 4                 | szeptember 12. | Edward Jancarz Stadium    |
| 5                 | szeptember 18. | Markéta Stadium           |
| 6                 | szeptember 19. | Markéta Stadium           |
| 7                 | október 2.     | Rose Motoarena            |
| 8                 | október 3.     | Rose Motoarena            |
| Törölt versenyek: |                |                           |
| –                 |                | Stadion Narodowy          |
| –                 |                | Bergring Arena            |
| –                 |                | Principality Stadium      |
| –                 |                | HZ Bygg Arena             |
| –                 |                | G&B Arena                 |
| –                 |                | Anatoly Stepanovs Stadium |
| –                 |                | Vojens Speedway Centeri   |

## Eredmények
| Forduló | Dátum          | Helyszín               | Győztes          | Második         | Harmadik         | Negyedik           | Listavezető      | Előny |
| ------- | -------------- | ---------------------- | ---------------- | --------------- | ---------------- | ------------------ | ---------------- | ----- |
| 1       | augusztus 28.  | Stadion Olimpijski     | Artyom Laguta    | Maciej Janowski | Fredrik Lindgren | Tai Woffinden      | Artyom Laguta    | 2     |
| 2       | augusztus 29.  | Stadion Olimpijski     | Maciej Janowski  | Tai Woffinden   | Bartosz Zmarzlik | Fredrik Lindgren   | Maciej Janowski  | 6     |
| 3       | szeptember 11. | Edward Jancarz Stadium | Bartosz Zmarzlik | Jason Doyle     | Fredrik Lindgren | Leon Madsen        | Maciej Janowski  | 1     |
| 4       | szeptember 12. | Edward Jancarz Stadium | Fredrik Lindgren | Leon Madsen     | Jason Doyle      | Emil Szajfutgyinov | Fredrik Lindgren | 7     |
| 5       | szeptember 18. | Markéta Stadium        | Bartosz Zmarzlik | Tai Woffinden   | Martin Vaculík   | Emil Szajfutgyinov | Bartosz Zmarzlik | 1     |
| 6       | szeptember 19. | Markéta Stadium        | Bartosz Zmarzlik | Tai Woffinden   | Jason Doyle      | Fredrik Lindgren   | Bartosz Zmarzlik | 7     |
| 7       | október 2.     | Rose Motoarena         | Max Fricke       | Maciej Janowski | Tai Woffinden    | Bartosz Zmarzlik   | Bartosz Zmarzlik | 8     |
| 8       | október 3.     | Rose Motoarena         | Bartosz Zmarzlik | Maciej Janowski | Artyom Laguta    | Fredrik Lindgren   | Bartosz Zmarzlik | 16    |

## Végeredmény
Pontrendszer
Változás az előző szezonhoz képest, hogy a résztvevők mostantól a versenyek végén elért helyezésük szerint szerezhetnek pontokat.
| Helyezés | 1. | 2. | 3. | 4. | 5. | 6. | 7. | 8. | 9. | 10. | 11. | 12. | 13. | 14. | 15. | 16. | 17. | 18. |
| -------- | -- | -- | -- | -- | -- | -- | -- | -- | -- | --- | --- | --- | --- | --- | --- | --- | --- | --- |
| Pont     | 20 | 18 | 16 | 14 | 12 | 11 | 10 | 9  | 8  | 7   | 6   | 5   | 4   | 3   | 2   | 1   | 0   | 0   |

|                      | Bartosz Zmarzlik       | 11  | 16  | 20  | 12  | 20  | 20  | 14  | 20  | 133  |
|                      | Tai Woffinden          | 14  | 18  | 11  | 10  | 18  | 18  | 16  | 12  | 117  |
|                      | Fredrik Lindgren       | 16  | 14  | 16  | 20  | 12  | 14  | 11  | 14  | 117  |
| 4.                   | Maciej Janowski        | 18  | 20  | 10  | 9   | 5   | 10  | 18  | 18  | 107  |
| 5.                   | Leon Madsen            | 12  | 6   | 14  | 18  | 9   | 11  | 9   | 10  | 89   |
| 6.                   | Jason Doyle            | 6   | 2   | 18  | 16  | 11  | 16  | 7   | 11  | 87   |
| 7.                   | Artyom Laguta          | 20  | 12  | 8   | 5   | 10  | 5   | 8   | 16  | 84   |
| 8.                   | Emil Szajfutgyinov     | 10  | 5   | 7   | 14  | 14  | 9   | 12  | 9   | 81   |
| 9.                   | Martin Vaculík         | 9   | 3   | 12  | 11  | 16  | 12  | 10  | 5   | 78   |
| 10.                  | Max Fricke             | 2   | 10  | 4   | 8   | 8   | 8   | 20  | 4   | 64   |
| 11.                  | Matej Žagar            | 8   | 4   | 9   | 6   | 3   | 7   | 6   | 3   | 46   |
| 12.                  | Patryk Dudek           | 5   | 8   | 2   | 1   | 7   | 6   | 4   | 6   | 39   |
| 13.                  | Niels-Kristian Iversen | 3   | 11  | 6   | 4   | 4   | 2   | 1   | 1   | 32   |
| 14.                  | Mikkel Michelsen       | 4   | 7   | 5   | 2   | 6   | 3   | 3   | 2   | 32   |
| 15.                  | Antonio Lindbäck       | 1   | 1   | 1   | 3   | 2   | 4   | 2   | 8   | 22   |
| 16.                  | Gleb Csugunov          | 7   | 9   | –   | –   | –   | –   | –   | –   | 16   |
| 17.                  | Jack Holder            | 7   | –   | –   | –   | –   | –   | 5   | 7   | 12   |
| 18.                  | Anders Thomsen         | –   | –   | 3   | 7   | –   | –   | –   | –   | 10   |
| 19.                  | Eduard Krčmář          | –   | –   | –   | –   | 1   | 0   | –   | –   | 1    |
| 20.                  | Václav Milík           | –   | –   | –   | –   | 0   | 1   | –   | –   | 1    |
| 21.                  | Przemysław Liszka      | 0   | –   | –   | –   | –   | –   | –   | –   | 0    |
| 22.                  | Michał Curzytek        | 0   | –   | –   | –   | –   | –   | –   | –   | 0    |
| 23.                  | Rafał Karczmarz        | –   | –   | 0   | 0   | –   | –   | –   | –   | 0    |
| 24.                  | Wiktor Jasiński        | –   | –   | 0   | –   | –   | –   | –   | –   | 0    |
| 25.                  | Jan Kvěch              | –   | –   | –   | –   | 0   | –   | –   | –   | 0    |
| Pozíció              | Versenyző              | POL | PL2 | PL3 | PL4 | CZE | CZ2 | PL5 | PL6 | Pont |
| Hivatalos eredmények |                        |     |     |     |     |     |     |     |     |      |

| Szín      | Eredmény                 |
| --------- | ------------------------ |
| Arany     | Győztes                  |
| Ezüst     | 2. helyezett             |
| Bronz     | 3. helyezett             |
| Sötétzöld | 4. helyezett             |
| Zöld      | A középdöntőben kiesett  |
| Fehér     | A selejtezőben kiesett   |
| Piros     | Nem vett részt a futamon |